# Fjenneslev Kirke
Fjenneslev Kirke er en kirke i landsbyen Kirke Fjenneslev 1½ km sydøst for stationsbyen Fjenneslev. Den er opført omkring 1130 af Asser Rig, mens kalkmalerierne først er kommet til i årene 1175 – 1200.
På kirkegården står Fjenneslev-stenen.

## Sagnet
Imens Asser Rig og hans hustru, Inge, var ved at bygge den nye kirke, blev Asser kaldt i krig, og Inge skulle så bygge kirken færdig. Det var to ulykkelige mennesker, der måtte skilles, for ikke nok med at Asser skulle i krig, men Inge ventede også deres første barn. Da Asser steg til hest, bøjede han sig ned og hviskede til Inge: ” Hør du, min kære Fru Inge, føder du mig en søn, da bygger du en kirke med tårn, føder du mig en datter, da sætter du kun et spir”.
Da Asser fra den grønne brink skuede to tårne, forstod han, at hans hustru havde født ham to sønner (Esbern Snare og Biskop Absalon).
Et andet sagn fortæller, at under de to tårne skulle befinde sig en guldskat, som skulle dække udgifterne til en genopførelse af tårnene, hvis de skulle falde.
Spir var ikke i brug år 1130. Som det tydeligt fremgår af kirken, er den bygget i flere tempi – ældst er den tårnløse kirke, mens tårnene er bygget til senere. Og vel at mærke ikke som klokketårne, klokken var ophængt i et mindre hus for sig.

## Sandhed
Fortællingen om de to tårne er kun et sagn. Esbern og Absalon var ikke tvillinger. Esbern var et par år ældre end Absalon.
Tårnene er ikke bygget samtidig med den øvrige del af kirken. Tårnene blev ikke rejst af forældrene til minde om deres to sønner, men snarere omvendt, således at det er sønnerne, der føjede tårnene til forældrenes kirke for at hædre dem. Samtidig udsmykkede sønnerne også kirken med kalkmalerier, deriblandt et kalkmaleri af forældrene der rækker kirken til Gud.

## Galleri
- Korbue
- Prædikestol
- Døbefont
- Kirkebøsse